# NK 바라주딘
NK 바라주딘(NK Varaždin)은 크로아티아 바라주딘을 연고로  했던 축구 클럽이다.
1931년 NK 슬라비야(NK Slavija)라는 이름으로 창단되었다. 제2차 세계 대전 당시에는 구단의 활동이 중단되기도 했지만 1945년 NK 텍스틸라츠(NK Tekstilac)라는 이름으로 재창단되었다. 1958년부터 2010년까지 의류 전문 업체인 바르텍스가 구단의 스폰서가 되면서 NK 바르텍스(NK Varteks)라는 이름을 사용하였다.
바라주딘은 2011-12 시즌 25R 경기를 앞두고 채무로 인한 파산으로 출전 정지를 당해 두 경기를 뛰지 못하자 규정에 따라 리그 참가 자격을 박탈당했고 시즌 후반기에 절반 이상의 경기를 치렀기 때문에 이 경기들은 유효한 경기로 간주되었고, 이후 모든 경기는 상대팀에게 0-3 몰수패 처리되었다. 또한 이로 인해 2012-13 시즌은 크로아티아 축구 연맹에 의해 자격 정지를 당했고 2013-14 시즌부터 3부 리그인 3.HNL에 참가할 수 있었으나 두 시즌만에 또 다시 파산으로 결국 2015년에 해체되었다.

## 역대 감독
| 감독                  | 임기        |
| --------------------- | ----------- |
| 브란코 이반코비치     | 1991 ~ 1995 |
| 미로슬라브 블라제비치 | 2003 ~ 2005 |
| 즐라트코 달리치       | 2005 ~ 2007 |

## 성적
- 유고슬라비아 컵: 1회 준우승 (1960–61)
- 크로아티아 컵: 6회 준우승 (1995–96, 1997–98, 2001–02, 2003–04, 2005–06, 2010–11)